# هورست بيرترام
هورست بيرترام (بالألمانية: Horst Bertram)‏ مواليد 16ننوفمبر 1948 في مونستر

لاعب كرة القدم و المدرب ألماني سابق في 1970s، بدأ في كيكرز أوفنباخ وكان في أفضل مستوياته مع بوروسيا دورتموند

## روابط خارجية
- هورست بيرترام على موقع قاعدة بيانات كرة القدم.إي يو (الإنجليزية)
- هورست بيرترام على موقع بيانات كرة القدم. دي إي (الألمانية)
- هورست بيرترام على موقع عالم كرة القدم.نت (الإنجليزية)